# Walter Reuther

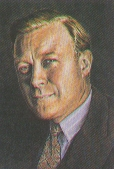
Walter Reuther, opera del 1990

Walter Philip Reuther (Wheeling, 1º settembre 1907 – Pellston, 9 maggio 1970) è stato un sindacalista statunitense socialista, nei primi anni trenta lavorò all'interno del Partito Comunista nell'industria automobilistica. Nel 1949 divenne liberale e sostenitore della politica del New Deal, lavorando per rendere più solido il movimento sindacale che gestiva, per alzare gli stipendi e dare a tutti una voce in capitolo nelle fabbriche ma anche all'interno del partito democratico americano. Nel corso degli anni sessanta fu uno dei maggiori sostenitori del movimento per i diritti civili degli afroamericani.

## Biografia
Reuther nacque il 1º settembre 1907 a Wheeling, in Virginia Occidentale, figlio di Anna (Stocker) e Valentine Reuther, un socialista che lavorava in un birrificio, originario della Germania. Per tutta la sua carriera, Walter rimase in contatto coi fratelli e colleghi Victor e Roy. Nel 1927 Reuther si unì alla Ford, dalla quale venne licenziato nel 1932, quando la Grande Depressione si fece sempre più grave. Lui e suo fratello Victor si trasferirono in Europa e lavorarono a Gorky, in Unione Sovietica, dal 1933 al 1935, in uno stabilimento di proprietà di Henry Ford. Alla fine del viaggio, Walter scrisse "l'atmosfera di libertà e sicurezza, gli incontri con gli altri proletari nei locali: tutte cose che provocano un contrasto ispiratore con quello che noi vediamo come servitù del salario alla Ford, a Detroit. Quello che abbiamo provato qui ci ha "rieducati" verso nuovi e più pratici principi".
Al suo ritorno negli USA, Walter entrò nella General Motors e si unì all'United Automobile Workers. Reuther fu un membro del partito socialista, e ebbe anche qualche incontro con altri membri del partito comunista, tra il 1935 e 1936, collaborando con loro alla fine degli anni trenta. Nel 1937 fallì il tentativo di essere eletto a membro della giunta comunale di Detroit. Colpito dagli sforzi del presidente Franklin Delano Roosevelt di sradicare le ingiustizie dalla società statunitense, alla fine Reuther si iscrisse al partito democratico.
Il 9 maggio 1970 Walter Reuther, sua moglie May, l'architetto Oskar Stonorov e la guardia del corpo di Reuther, William Wolfman, rimasero uccisi, insieme ai piloti del velivolo, nell'incidente aereo del Gates Learjet 23, schiantatosi in fiamme alle 21:33. L'aereo, che giungeva da Detroit con condizioni meteo avverse, si stava avvicinando all'aeroporto di Pelston, in Michigan. Il National Transportation Safety Board scoprì poi che l'altimetro dell'aeroplano aveva dei pezzi mancanti, mentre altri erano stati manomessi o compromessi. Reuther era già sopravvissuto ad un altro incidente, avvenuto nel 1948, quando un colpo di pistola attraversò la finestra in cucina e lo colpì al braccio. Il mistero legato al crimine non è mai stato risolto.

## Eredità
Walter Reuther è apparso nella rivista Time all'interno delle 100 più influenti persone del secolo scorso. Il presidente Bill Clinton gli conferì la Medaglia presidenziale per la libertà nel 1995. A seguito del grande numero di documenti che lo riguardano, un'intera area dell'Università Wayne State, a Detroit, è a lui dedicata, la Walter Reuther Library. Sempre negli Stati Uniti, l'uomo è celebrato con il nome attribuito ad alcune strutture ospedaliere sparse per il Paese e vie.